# Jean-Jacques Beineix

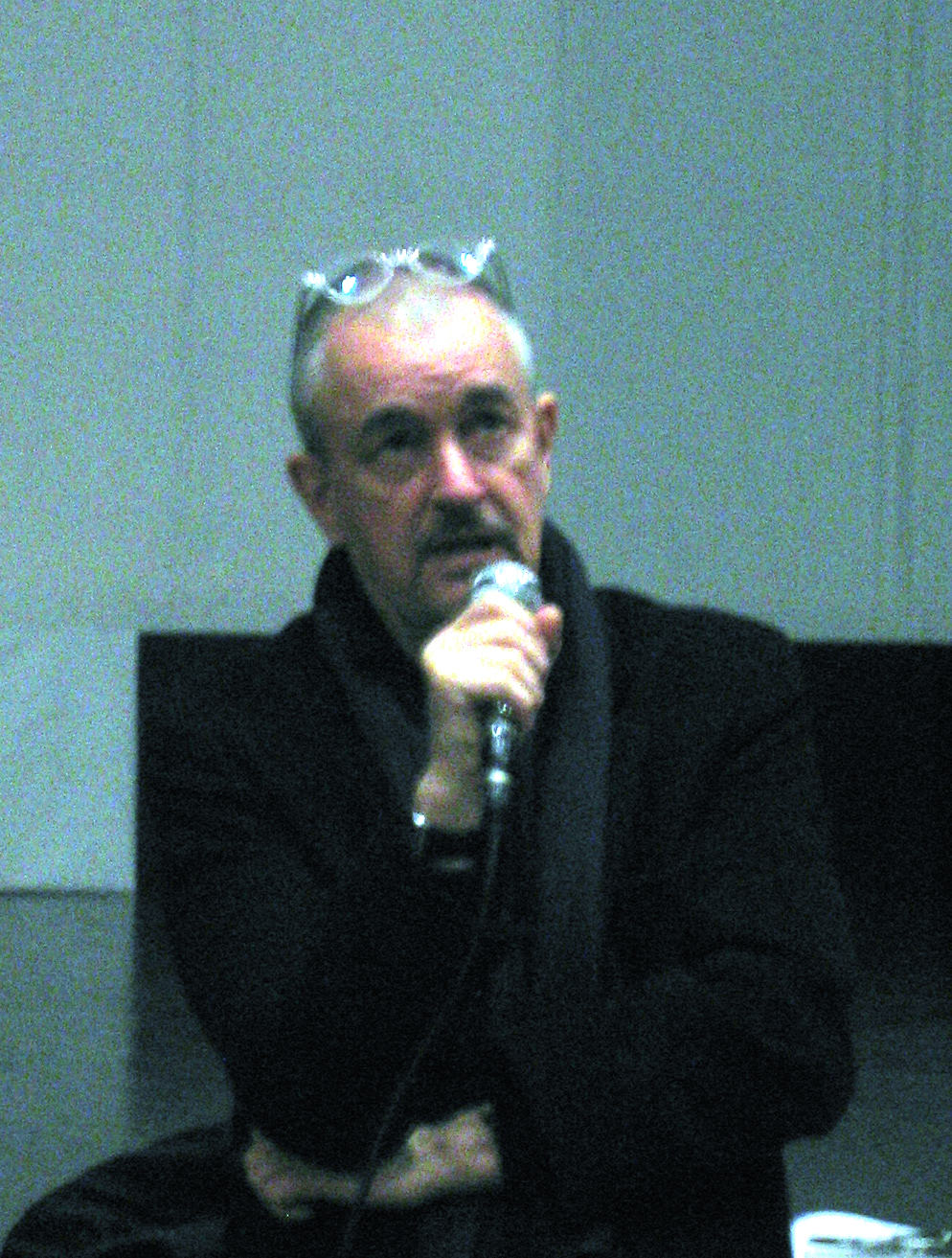
Jean-Jacques Beineix 2006.

Jean-Jacques Beineix, född 8 oktober 1946 i Paris, död 13 januari 2022 i Paris, var en fransk filmregissör och filmproducent. Han räknas som en av representanterna för cinéma du look. La lune dans le caniveau nominerades till Guldpalmen på filmfestivalen i Cannes 1983. Hans mest uppmärksammade film är annars 37°2 le matin (kallad Betty Blue på svenska och engelska) från 1986 med Béatrice Dalle och Jean-Hugues Anglade.

## Filmografi (urval)
- 1981 Diva (Diva - dödligt intermezzo)
- 1983 La lune dans le caniveau (Månen i rännstenen)
- 1986 37°2 le matin (Betty Blue - 37°2 på morgonen)
- 1989 Roselyne et les lions (Roselyne och lejonen)
- 1992 IP5: L'île aux pachydermes (Snön på Pyrenéerna IP5)
- 2001 Mortel transfert